# La Provence
La Provence è un quotidiano francese fondato a Marsiglia nel 1997. Copre le notizie dei dipartimenti delle Bocche del Rodano, della Vaucluse e delle Alpi dell'Alta Provenza.

## Storia
Nacque dall'unione di due testate preesistenti: Le Provençal, dell'ex ministro degli Interni Gaston Defferre e Le Méridional, di proprietà dell'armatore e deputato Jean Alfred Fraissinet. Dal 1999 è proprietario insieme al gruppo Nice-Matin di S.A Corse Presse, editrice del quotidiano Corse-Matin. Nel 2008 La Provence è stata acquisita dal gruppo Hersant.
Il 16 luglio 2013 il gruppo Hersant annunciò la cessione del giornale al gruppo di Bernard Tapie. L'anno seguente La Provence divenne unico azionista di S.A. Corse Presse.
Nel 2019 le quote del gruppo belga Nethys, pari all'11%, vengono acquistate dal magnate delle telecomunicazioni Xavier Niel. Nel 2020, a fronte delle voci che parlavano di un'imminente cessione della testata da parte di Tapie per ripagare i debiti, la proprietà rassicurò i dipendenti che non vi sarebbero stati tagli di personale. Nonostante le promesse rassicuranti della primavera, La Provence annunciò all'inizio di novembre 2020 il licenziamento di 18 dipendenti mentre le perdite del gruppo dovrebbero ammontare a 7 milioni di euro alla fine dell'anno. 
Il 29 gennaio 2021, la direzione del giornale ha annunciato la vendita della sede allo sviluppatore Constructa. 
L'11 gennaio 2022, la battaglia per l'acquisizione del gruppo è stata rilanciata dopo che il tribunale di commercio di Marsiglia ha revocato il diritto di approvazione detenuto da Niel. Questa decisione, impugnata da Niel, ha riacceso la competizione tra i due candidati all'acquisizione, NJJ Presse, il gruppo di Niel, e il gruppo CMA-CGM16, che hanno così presentato offerte finanziarie al tribunale commerciale.
Il 24 febbraio, i liquidatori hanno preferito l'offerta di Rodolphe Saadé (81 milioni) a quella di Niel (20 milioni).
All'inizio di giugno 2022, il tribunale commerciale di Bobigny ha studiato la fattibilità di un'acquisizione del giornale da parte di CMA-CGM. Il 22 giugno il tribunale dovrà pronunciarsi sulla possibilità di un'acquisizione da parte dell'armatore o se il giornale debba essere sottoposto ad amministrazione controllata.
Il 30 settembre 2022 il tribunale di commercio di Bobigny ha autorizzato l'acquisizione dell'89% delle quote de La Provence da parte di CMA CGM. Il restante 11% è rimasto nelle mani della holding NJJ21 di Niel.